# Milada Skrbková
Milada Skrbková (depois Žemlová: Praga, 30 de maio de 1897 — Praga, 2 de outubro de 1935) foi uma tenista tcheca. Medalhista olímpica de bronze em duplas mistas, com Ladislav Žemla.